# Driss Bamous
Driss Bamous (Berrechid, 15 de diciembre de 1942 - Rabat, 16 de abril de 2015) fue un futbolista marroquí que jugaba en la demarcación de centrocampista.

## Biografía
Debutó como futbolista en 1960 con el FAR Rabat. Jugó un total de quince temporadas, haciéndose con un total de siete títulos de liga, y una Copa del Trono, ganando en la final al MAS Fès en la tanda de penaltis, marcando Bamous el gol del empate en la prórroga en el minuto 118. Finalmente se retiró en 1975. En 1988 se convirtió en el presidente de la selección de fútbol de Marruecos, cargo que ejerció hasta 1992.
Falleció el 16 de abril de 2015 a los 72 años de edad.

## Selección nacional
Jugó un total de 35 partidos con la selección de fútbol de Marruecos, llegando a disputar los Juegos Olímpicos de Tokio 1964 y la Copa Mundial de fútbol de 1970, quedando eliminado en la fase de grupos en ambas competiciones.

### Goles internacionales
| # | Fecha                 | Estadio                                             | Oponente | Gol | Resultado | Competición                                          |
| - | --------------------- | --------------------------------------------------- | -------- | --- | --------- | ---------------------------------------------------- |
| 1 | 13 de febrero de 1969 | Estadio Insular, Las Palmas de Gran Canaria, España | Senegal  | 2–0 | 2–0       | Clasificación para la Copa Mundial de Fútbol de 1970 |

## Clubes
| Club      | País      | Año         |
| --------- | --------- | ----------- |
| FAR Rabat | Marruecos | 1960 - 1975 |

## Palmarés

### Campeonatos nacionales
| Título                      | Club      | País      | Año  |
| --------------------------- | --------- | --------- | ---- |
| Liga de Fútbol de Marruecos | FAR Rabat | Marruecos | 1961 |
| Liga de Fútbol de Marruecos | FAR Rabat | Marruecos | 1962 |
| Liga de Fútbol de Marruecos | FAR Rabat | Marruecos | 1963 |
| Liga de Fútbol de Marruecos | FAR Rabat | Marruecos | 1964 |
| Liga de Fútbol de Marruecos | FAR Rabat | Marruecos | 1967 |
| Liga de Fútbol de Marruecos | FAR Rabat | Marruecos | 1968 |
| Liga de Fútbol de Marruecos | FAR Rabat | Marruecos | 1970 |
| Copa del Trono              | FAR Rabat | Marruecos | 1971 |